# Змагання
- Змага́ння — намагання, прагнення, намір перевершити, перемогти когось у чому-небудь, домагаючись кращих, ніж у когось, результатів, показників:
  - Соціалістичне змагання
  - Конкурс
  - Квест (змагання)
  - ФІРСТ

- Змагання — зустріч для здобуття першості (титулу чемпіона або призера) з якого-небудь виду спорту:
  - Всесвітні інтелектуальні спортивні ігри
  - Олімпійські ігри
  - Античні Олімпійські ігри
  - Марафонський біг
  - Турнір
  - Чемпіонат

- Змагання (переносне значення) — сутичка, боротьба двох протилежних або ворожих сил.
- Змагання (розмовне слово) — те саме, що сварка.